# 에드윈 잭슨
 에드윈 잭슨 (Edwin Jackson, 1983년 9월 9일 ~ )는 미국의 야구 선수로, 메이저 리그에 소속되어 있는 전 애리조나 다이아몬드백스의 투수이다. 2020년 도쿄 올림픽 대회 미국 국가대표에 선발되었다.

## 같이 보기
- 올림픽 야구 메달리스트 목록